# Emporium (periodico)
Emporium è stata una celebre rivista italiana di arti e grafica, stampata a Bergamo dall'Istituto italiano di arti grafiche.
Fondata nel 1895, la pubblicazione è continuata fino al 1964. Per molti decenni la rivista ha rappresentato un punto di riferimento importante per l'arte italiana.
La rivista appartiene al genere delle riviste illustrate. Sorse su ispirazione della pubblicazione inglese The Studio. An illustrated magazine of fine and applied art, apparsa a Londra nel 1893, e non mancò, in seguito, di ispirarsi ad altre riviste del genere, in particolare alle tedesche Pan (sorta nel 1895 a Berlino) e Jugend – Münchner illustrierte Wochenschrift für Kunst und Leben (apparsa a Monaco nel 1896).
Per questa sua apertura internazionale, Emporium svolse un ruolo importante nel far conoscere le maggiori correnti artistiche europee (dai Preraffaelliti allo Jugendstil), contribuendo ad orientare i gusti artistici in Italia.

## La nascita

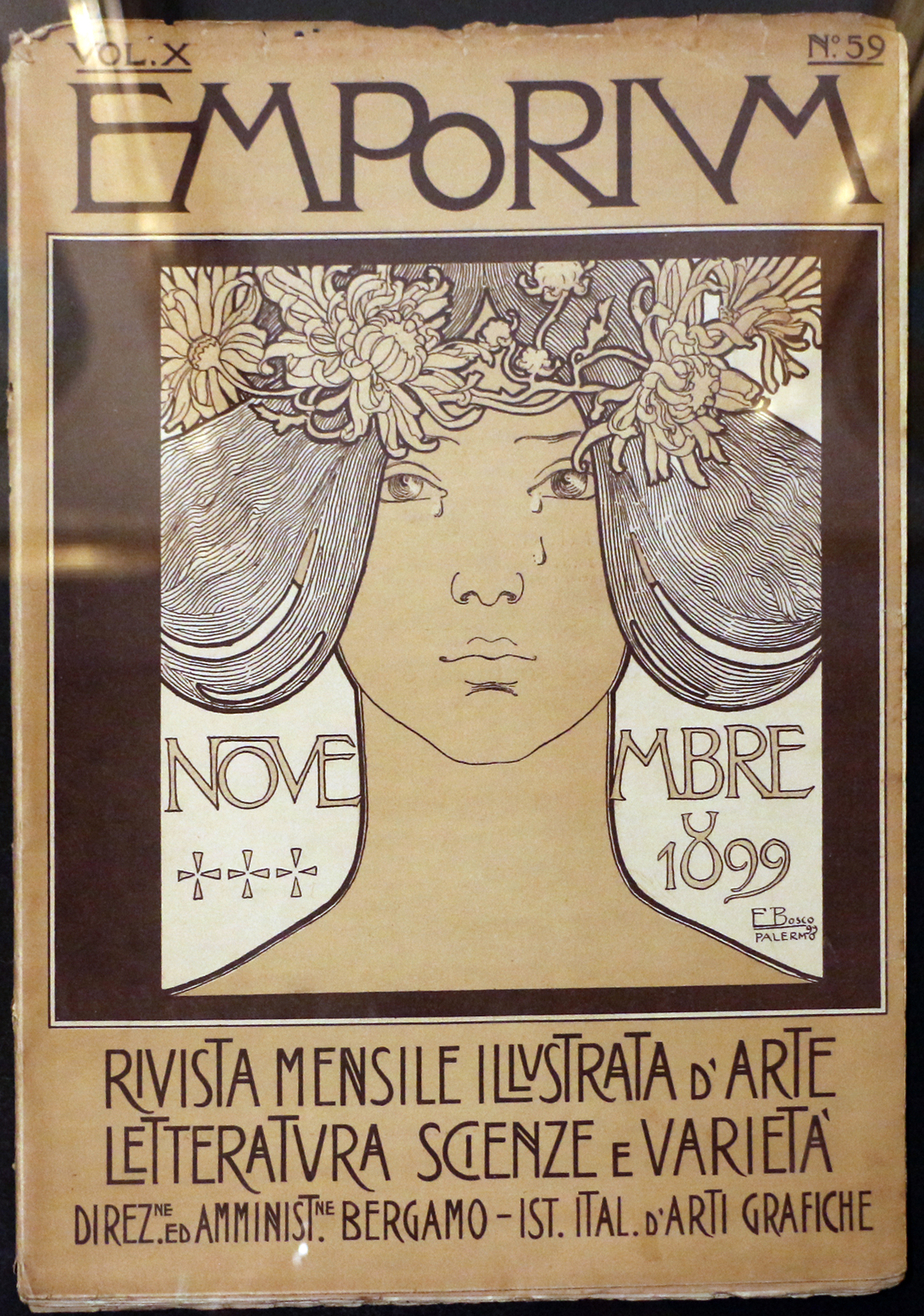
Una copertina del 1899, illustrata da Edoardo Bosco.

Emporium è stata una delle prime riviste dʼarte italiane. Fu pubblicata dallʼIstituto Italiano dʼArti Grafiche di Bergamo dal gennaio 1895 al dicembre 1964.
Fu fondata da Paolo Gaffuri, fondatore dellʼIstituto Italiano dʼArti Grafiche e Arcangelo Ghisleri, geografo, insegnante e personalità attiva sul piano politico-culturale, con esperienza nella redazione e direzione di altre riviste.
All'origine della rivista si trova il fortissimo sviluppo tecnologico che, durante tutto il corso dell'Ottocento, investì il settore dell'editoria e della stampa e portò alla trasformazione della tradizionale tipografia artigiana, caratterizzata dai procedimenti tecnologici della stampa di Gutenberg, nella complessa industria poligrafica moderna.
Particolare importanza rivestono inoltre la diffusione della fotografia, che si impose come strumento universale di comunicazione e l'invenzione della stampa fotomeccanica, che permise di stampare facilmente pagine con testo e immagini, che costituiscono la struttura portante degli articoli di Emporium.
Senz'altro un altro elemento che determinò la nascita della rivista è rappresentato dal fervore culturale intorno allo sviluppo tecnologico, caratterizzato da scambi e influenze internazionali ed eventi come l'Esposizione Universale (1893) di Chicago, che rappresenta lʼaffermazione e la messa in scena del nuovo modello industriale e viene visitata dallo stesso Ghisleri, in cerca di spunti per il suo nuovo prodotto editoriale.

## Il programma
Fin dalla sua nascita, Emporium assunse un carattere divulgativo e universale e il ruolo di contenitore.
Ciò trova conferma nel manifesto programmatico della rivista, abbozzato da Gaffuri e redatto da Ghisleri, pubblicato nel dicembre 1894.
I due fondatori intendevano pubblicare una rivista che fosse “universale e bella, utile e attuale, italiana e cosmopolita, ben illustrata, rivolta a tutti, nello stesso tempo di lusso e popolare”.
Questa intenzione si riflette nellʼattenzione data alla scelta del titolo, che doveva rappresentare al meglio lo spirito della rivista. Vennero esaminate varie possibilità: lʼUniverso, Cosmopolitano, Per Terra e per Mare, Nel Tempo e nello Spazio, Parole e figure, Arte e Scienza, Secolo XX, Due Mondi, Mondo Antico e Moderno, Passato e Presente, Seminatore, Cielo e Terra, Di tutto e per tutti. Commentando la scelta, afferma Ghisleri: “Prevalse una preferenza estetica pel titolo sonoro e più breve”.

## Le uscite
La rivista è composta da 840 fascicoli, che corrispondono alle uscite mensili e sono raccolti in volumi semestrali. Questa struttura è rimasta costante nel corso dei settantʼanni di pubblicazione, subendo solo ritardi nelle uscite e accorpamento di fascicoli durante la seconda guerra mondiale e in altri rari casi.
I primi volumi sono costituiti da circa 480 pagine, 80 a fascicolo, numerate in progressione rispetto al volume, più annunci pubblicitari e tavole fuori testo. Col tempo il numero delle pagine diminuì fino ad arrivare alle 288 degli ultimi volumi.
Le illustrazioni sono numerosissime e accompagnano tutti gli articoli. Nei primi sei numeri di Emporium sono contenute 580 illustrazioni: più di una a pagina.

## I temi

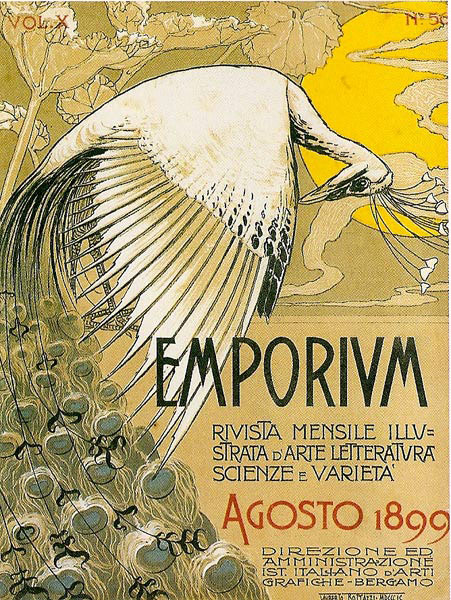
Una copertina disegnata da Umberto Bottazzi (1899).

Emporium appartiene al genere delle riviste illustrate, caratterizzate da contenuti letterari, illustrazioni ed elementi ornamentali.
Le riviste da cui riceve maggiori influssi sono la pubblicazione inglese The Studio (1893), da cui eredita il carattere cosmopolita e la spinta verso la modernità, e le tedesche Pan (1895) e Jugend (1896), da cui trae il gusto per la divulgazione e per i temi popolari.
Gli argomenti trattati nelle pagine della rivista, a cui spesso vengono dedicate intere rubriche, vanno dalle tematiche artistiche, che riguardano movimenti e correnti, arte antica, arte contemporanea, musica, letteratura, cinema e arti decorative, pubblicizzazione di musei e mostre, alla divulgazione tecnologica e industriale, lʼattualità, le moderne forme di vita sociale, la divulgazione storica, la moda, lʼarchitettura contemporanea.
Come accade in altre riviste europee, come lʼinglese Illustrated London News, il settimanale parigino Le Rire, il tedesco Simplicissimus, si ritrovano nella rivista anche i temi umoristici e la satira, accompagnati da vignette e grafica caricaturale.
Il messaggio pubblicitario, utilizzato fin dalle prime uscite e introdotto seguendo il modello di alcuni prototipi come l'inglese The Studio, lʼamericano The Inland Printer o il tedesco Deutsch Kunst und Dekoration, contribuisce a rafforzare il carattere divulgativo della rivista.

## Le copertine
Caratteristica di Emporium erano le copertine, che cambiavano di mese in mese e riflettono gli stili e i gusti del tempo.
Dalla pubblicazione londinese The Studio viene tratto lo spunto dell'istituzione di concorsi di grafica per la realizzazione delle copertine, che ha portato come beneficio la varietà e lʼoriginalità della veste grafica complessiva di Emporium e la gravitazione intorno alla rivista di un folto gruppo di artisti e disegnatori operanti nel campo della cartellonistica e della grafica pubblicitaria.
Le copertine della prima annata furono affidate a Gabriele Chiattone, capo della sala disegnatori dellʼistituto bergamasco, dandogli come tema quello della rivista Century Magazine, pubblicata a New York e Londra. Negli anni successivi, grazie anche al perfezionamento dei metodi di stampa e dei supporti cartacei, si passò a decori cromaticamente sempre più vivaci.
Le copertine realizzate da Ugo Nebbia, durante la prima guerra mondiale, riproducono simboli e strumenti di guerra. Quelle realizzate intorno al 1925 vanno contro la grafica meccanizzata e rispecchiano il carattere laico della rivista, mentre negli anni ʼ30 assumono un taglio sempre più geometrico, riflettendo il periodo razionalista.
Nel 1937, quando Emporium appare sempre più una rivista dʼarte, ogni copertina ha la fotografia di unʼopera dʼarte minore o contemporanea, o di particolari non ancora rivelati di unʼopera nota. Dal 1942 fino alla fine di Emporium, le copertine non verranno più illustrate, ogni anno viene adottato un colore, che sarà lo sfondo di tutte le uscite dellʼannata.

## Emporium digitale
Emporium è oggetto di un programma di ricerca avviato nel 2003 e in parte ancora in corso, curato dal Laboratorio Arti Visive della Scuola Normale Superiore di Pisa.
Il progetto Emporium, sviluppato grazie a strumenti informatici, ha lo scopo di diffondere i contenuti della rivista e renderla uno strumento di studio che consenta di utilizzare questa tipologia documentaria come elemento integrativo alle altre fonti per gli studi e le ricerche di storia dellʼarte.
Dal 2005 è online la Fototeca di Emporium: una banca dati costituita da circa 70.000 schede catalografiche, tramite la quale, attraverso una serie di chiavi di ricerca (come autore dell'opera, soggetto, titolo dell'articolo) è possibile recuperare tutte le illustrazioni e gli articoli della rivista.
A seguito della digitalizzazione di tutti i volumi della rivista, dall'aprile 2010 è disponibile online una galleria di immagini, che consente l'accesso e la consultazione integrale della rivista.